# Strongylaspis aurea
Strongylaspis aurea es una especie de escarabajo longicornio del género Strongylaspis, categorizada en la tribu Macrotomini, de la subfamilia Prioninae. Fue descrita por Monné M. L. y Santos-Silva en 2003.
El período de actividad en ejemplares adultos se presenta regularmente en el mes de marzo.

## Descripción
Mide 21,8 mm de longitud.

## Distribución
Se distribuye por América: en Brasil y Honduras.